# Montauban-de-Luchon
Pour les articles homonymes, voir Montauban (homonymie).
Montauban-de-Luchon est une commune française située dans le sud-ouest du département de la Haute-Garonne en région Occitanie.
Sur le plan historique et culturel, la commune est dans le pays de Comminges, correspondant à l’ancien comté de Comminges, circonscription de la province de Gascogne située sur les départements actuels du Gers, de la Haute-Garonne, des Hautes-Pyrénées et de l'Ariège. Exposée à un climat de montagne, elle est drainée par la Pique et par divers autres petits cours d'eau. La commune possède un patrimoine naturel remarquable : un site Natura 2000 (« Garonne, Ariège, Hers, Salat, Pique et Neste ») et quatre zones naturelles d'intérêt écologique, faunistique et floristique.
Montauban-de-Luchon est une commune rurale qui compte 506 habitants en 2022. Elle appartient à l'unité urbaine de Bagnères-de-Luchon et fait partie de l'aire d'attraction de Bagnères-de-Luchon. Ses habitants sont appelés les Montaubanais ou  Montaubanaises.

## Géographie

### Localisation
La commune de Montauban-de-Luchon se trouve dans le département de la Haute-Garonne, en région Occitanie et est frontalière avec l'Espagne (Catalogne).
Elle se situe à 113 km à vol d'oiseau de Toulouse, préfecture du département, à 36 km de Saint-Gaudens, sous-préfecture, et à 1 km de Bagnères-de-Luchon, bureau centralisateur du canton de Bagnères-de-Luchon dont dépend la commune depuis 2015 pour les élections départementales.
La commune fait en outre partie du bassin de vie de Bagnères-de-Luchon.
Les communes les plus proches sont : 
Bagnères-de-Luchon (1,3 km), Saint-Mamet (1,4 km), Juzet-de-Luchon (1,8 km), Moustajon (2,6 km), Sode (2,7 km), Cazaril-Laspènes (2,7 km), Trébons-de-Luchon (3,8 km), Antignac (3,8 km).
Sur le plan historique et culturel, Montauban-de-Luchon fait partie du pays de Comminges, correspondant à l’ancien comté de Comminges, circonscription de la province de Gascogne située sur les départements actuels du Gers, de la Haute-Garonne, des Hautes-Pyrénées et de l'Ariège.
Montauban-de-Luchon est limitrophe de la commune espagnole de Bossòst et de trois autres communes françaises.
Les communes limitrophes sont  Bagnères-de-Luchon, Juzet-de-Luchon et Saint-Mamet.
|                    | Juzet-de-Luchon      |                   |
| Bagnères-de-Luchon | Montauban-de-Luchon, | Bossòst (Espagne) |
|                    | Saint-Mamet          |                   |

### Géologie et relief
La superficie de la commune est de 602 hectares ; son altitude varie de 617  à   1 902 mètres.

### Hydrographie

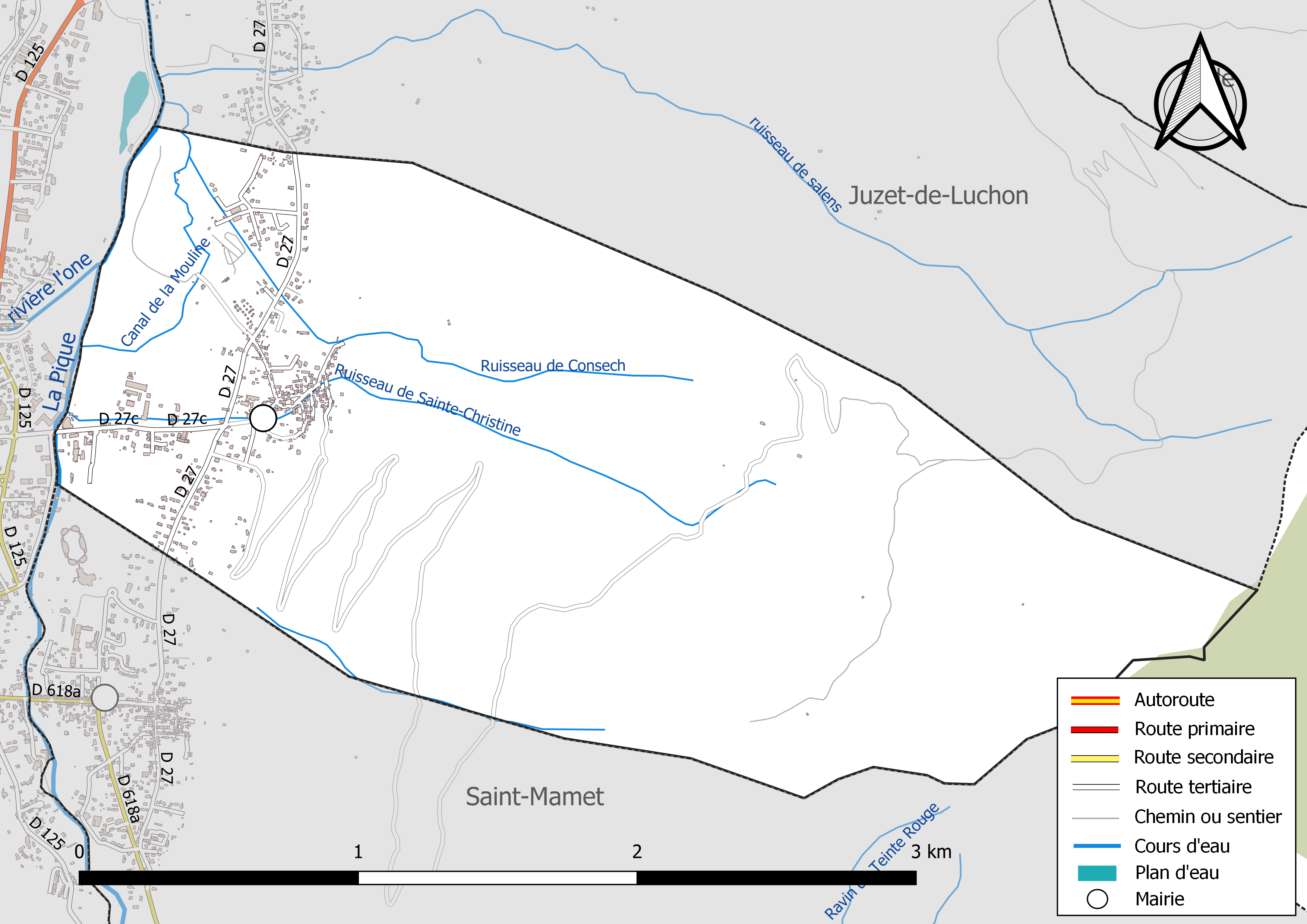
Réseaux hydrographique et routier de Montauban-de-Luchon.

La commune est dans le bassin de la Garonne, au sein du bassin hydrographique Adour-Garonne. Elle est drainée par la Pique, Canal de la Mouline, le ruisseau de Consech, le ruisseau de Sainte-Christine et par un petit cours d'eau, constituant un réseau hydrographique de 7 km de longueur totale,.
La Pique, d'une longueur totale de 32,9 km, prend sa source dans la commune de Bagnères-de-Luchon et s'écoule vers le nord. Elle traverse la commune et se jette dans la Garonne à Chaum, après avoir traversé 17 communes.

### Climat
Pour des articles plus généraux, voir Climat de l'Occitanie et Climat de la Haute-Garonne.
En 2010, le climat de la commune est de type climat de montagne, selon une étude s'appuyant sur une série de données couvrant la période 1971-2000. En 2020, Météo-France publie une typologie des climats de la France métropolitaine dans laquelle la commune est exposée à un climat de montagne ou de marges de montagne et est dans la région climatique Pyrénées centrales, caractérisée par une pluviométrie annuelle de 1 000 à 1 200 mm.
Pour la période 1971-2000, la température annuelle moyenne est de 10,7 °C, avec une amplitude thermique annuelle de 14,2 °C. Le cumul annuel moyen de précipitations est de 1 189 mm, avec 9,1 jours de précipitations en janvier et 7,8 jours en juillet. Pour la période 1991-2020, la température moyenne annuelle observée sur la station météorologique la plus proche, située sur la commune de Bagnères-de-Luchon à 1 km à vol d'oiseau, est de 11,5 °C et le cumul annuel moyen de précipitations est de 940,5 mm,. Pour l'avenir, les paramètres climatiques de la commune estimés pour 2050 selon différents scénarios d’émission de gaz à effet de serre sont consultables sur un site dédié publié par Météo-France en novembre 2022.

### Milieux naturels et biodiversité

#### Réseau Natura 2000

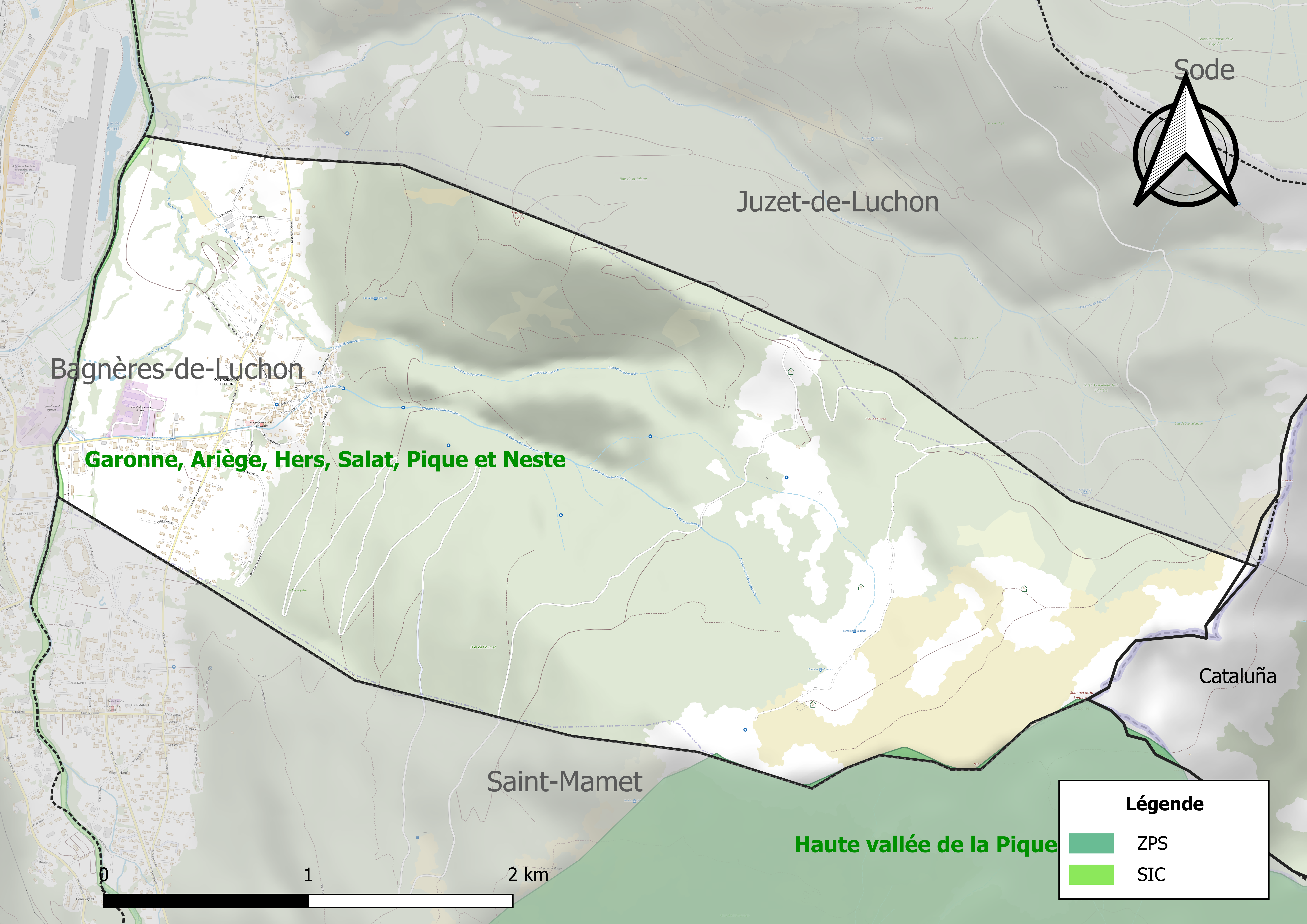
Site Natura 2000 sur le territoire communal.

Le réseau Natura 2000 est un réseau écologique européen de sites naturels d'intérêt écologique élaboré à partir des directives habitats et oiseaux, constitué de zones spéciales de conservation (ZSC) et de zones de protection spéciale (ZPS).
Un site Natura 2000 a été défini sur la commune au titre de la directive habitats : « Garonne, Ariège, Hers, Salat, Pique et Neste », d'une superficie de 9 581 ha, un réseau hydrographique pour les poissons migrateurs (zones de frayères actives et potentielles importantes pour le Saumon en particulier qui fait l'objet d'alevinages réguliers et dont des adultes atteignent déjà Foix sur l'Ariège.

#### Zones naturelles d'intérêt écologique, faunistique et floristique

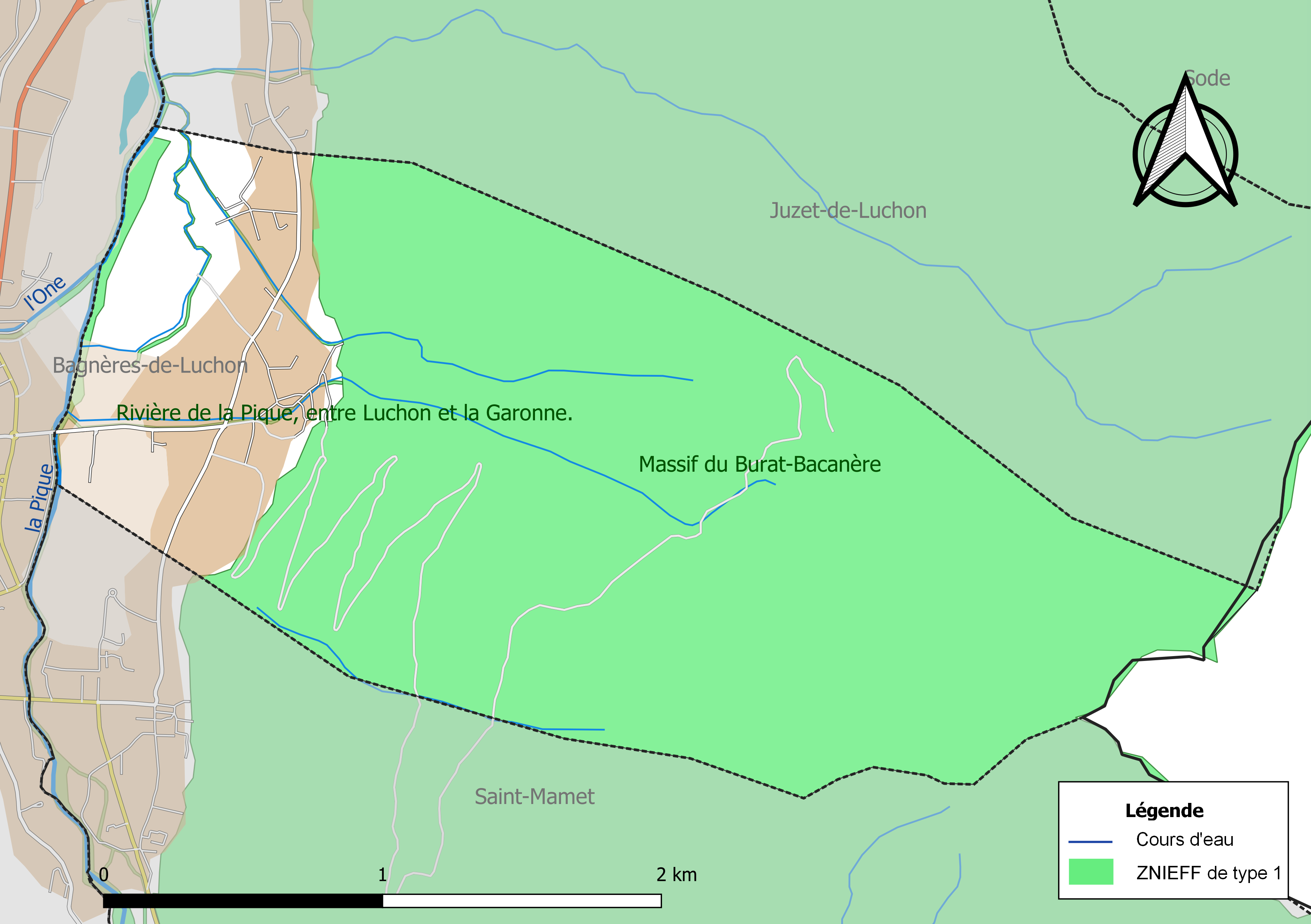
Carte des ZNIEFF de type 1 localisées sur la commune.

L’inventaire des zones naturelles d'intérêt écologique, faunistique et floristique (ZNIEFF) a pour objectif de réaliser une couverture des zones les plus intéressantes sur le plan écologique, essentiellement dans la perspective d’améliorer la connaissance du patrimoine naturel national et de fournir aux différents décideurs un outil d’aide à la prise en compte de l’environnement dans l’aménagement du territoire.
Deux ZNIEFF de type 1 sont recensées sur la commune :
le « massif du Burat-Bacanère » (8 318 ha), couvrant 15 communes du département et 
la « rivière de la Pique, entre Luchon et la Garonne. » (143 ha), couvrant 16 communes du département
et deux ZNIEFF de type 2, : 
- « Garonne amont, Pique et Neste » (1 788 ha), couvrant 112 communes dont 42 dans la Haute-Garonne et 70 dans les Hautes-Pyrénées[25] ;
- la « Haute montagne en Haute-Garonne » (33 294 ha), couvrant 49 communes dont 41 dans la Haute-Garonne et huit dans les Hautes-Pyrénées[26].

## Urbanisme

### Typologie
Au 1er janvier 2024, Montauban-de-Luchon est catégorisée bourg rural, selon la nouvelle grille communale de densité à sept niveaux définie par l'Insee en 2022.
Elle appartient à l'unité urbaine de Bagnères-de-Luchon, une agglomération intra-départementale regroupant six  communes, dont elle est une commune de la banlieue,,. Par ailleurs la commune fait partie de l'aire d'attraction de Bagnères-de-Luchon, dont elle est une commune du pôle principal,. Cette aire, qui regroupe 44 communes, est catégorisée dans les aires de moins de 50 000 habitants,.

### Occupation des sols
L'occupation des sols de la commune, telle qu'elle ressort de la base de données européenne d’occupation biophysique des sols Corine Land Cover (CLC), est marquée par l'importance des forêts et milieux semi-naturels (80,3 % en 2018), en diminution par rapport à 1990 (81,9 %). La répartition détaillée en 2018 est la suivante : 
forêts (59,4 %), milieux à végétation arbustive et/ou herbacée (20,9 %), zones urbanisées (10,9 %), zones agricoles hétérogènes (5,7 %), espaces verts artificialisés, non agricoles (3,2 %). L'évolution de l’occupation des sols de la commune et de ses infrastructures peut être observée sur les différentes représentations cartographiques du territoire : la carte de Cassini (XVIIIe siècle), la carte d'état-major (1820-1866) et les cartes ou photos aériennes de l'IGN pour la période actuelle (1950 à aujourd'hui).

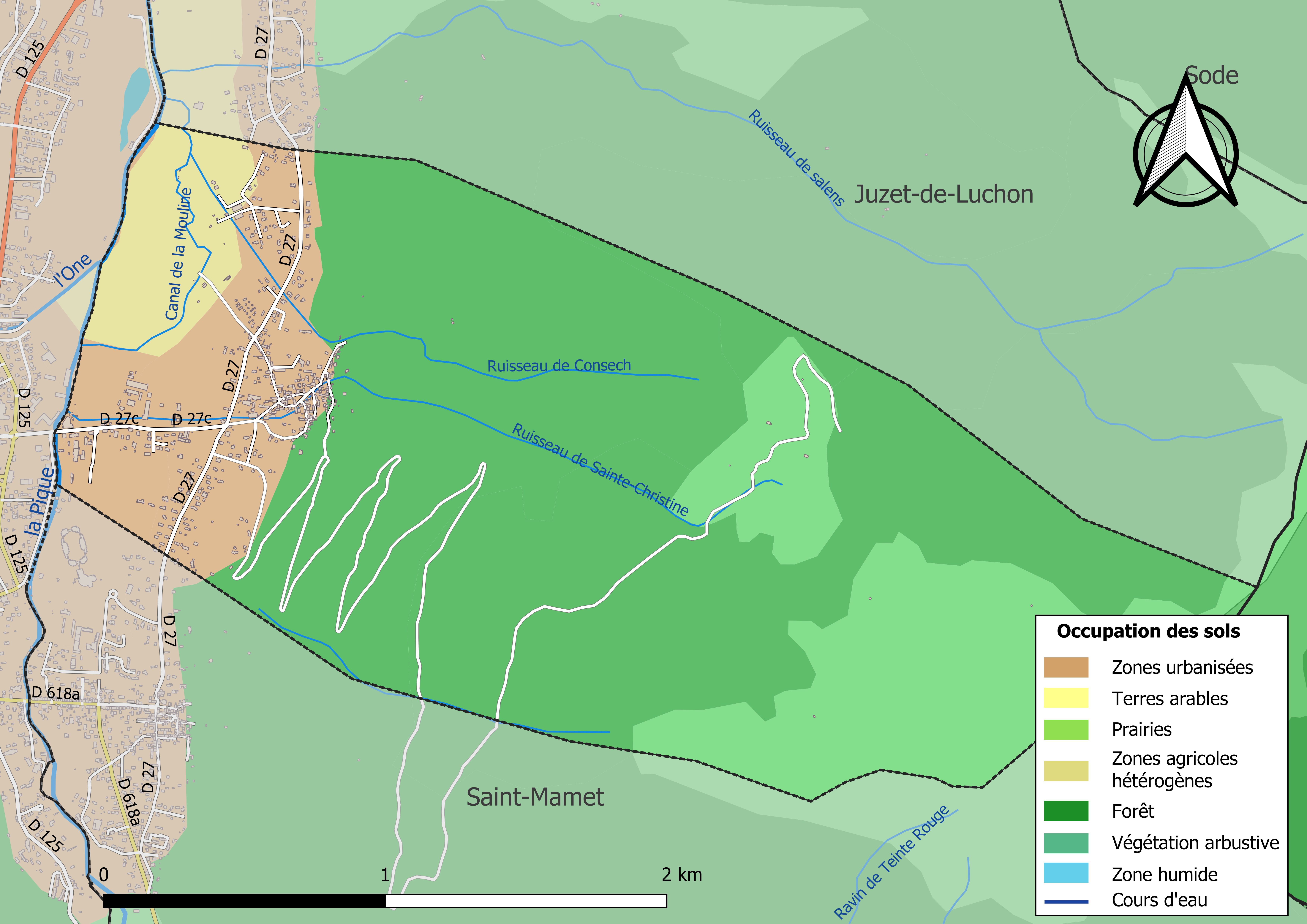
Carte des infrastructures et de l'occupation des sols de la commune en 2018 (CLC).

### Risques majeurs
Le territoire de la commune de Montauban-de-Luchon est vulnérable à différents aléas naturels : météorologiques (tempête, orage, neige, grand froid, canicule ou sécheresse), inondations, feux de forêts, mouvements de terrains et séisme (sismicité moyenne). Il est également exposé à un risque technologique, la rupture d'un barrage, et à un risque particulier : le risque de radon. Un site publié par le BRGM permet d'évaluer simplement et rapidement les risques d'un bien localisé soit par son adresse soit par le numéro de sa parcelle.

#### Risques naturels
Certaines parties du territoire communal sont susceptibles d’être affectées par le risque d’inondation par débordement de cours d'eau, notamment la Pique. La commune a été reconnue en état de catastrophe naturelle au titre des dommages causés par les inondations et coulées de boue survenues en 1982, 1999, 2009 et 2013,.
Un plan départemental de protection des forêts contre les incendies a été approuvé par arrêté préfectoral du 25 septembre 2006. Montauban-de-Luchon est exposée au risque de feu de forêt du fait de la présence sur son territoire du massif des Pyrénées. Il est ainsi défendu aux propriétaires de la commune et à leurs ayants droit de porter ou d’allumer du feu dans l'intérieur et à une distance de 200 mètres des bois, forêts, plantations, reboisements ainsi que des landes. L’écobuage est également interdit, ainsi que les feux de type méchouis et barbecues, à l’exception de ceux prévus dans des installations fixes (non situées sous couvert d'arbres) constituant une dépendance d'habitation,

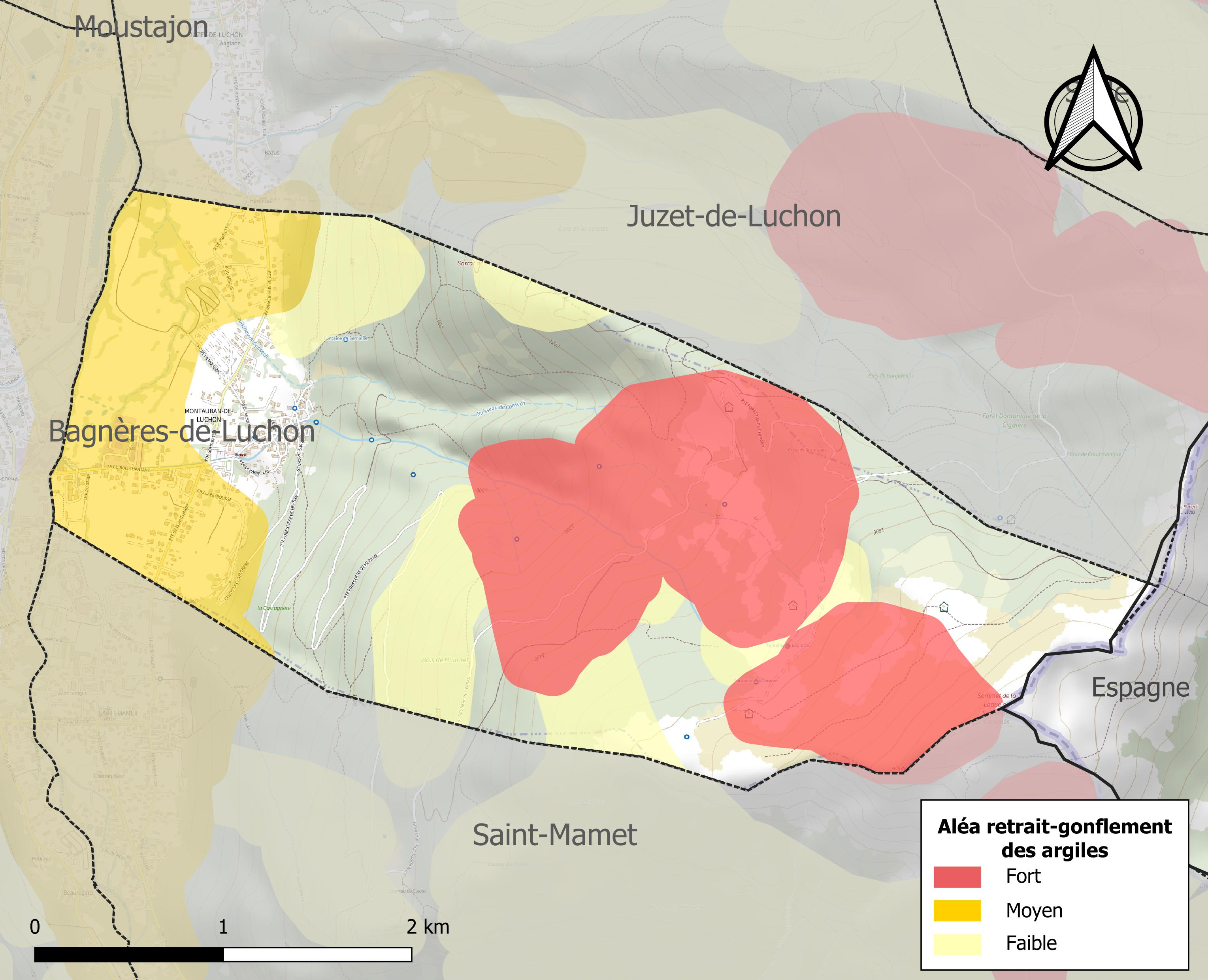
Carte des zones d'aléa retrait-gonflement des sols argileux de Montauban-de-Luchon.

La commune est vulnérable au risque de mouvements de terrains constitué principalement du retrait-gonflement des sols argileux. Cet aléa est susceptible d'engendrer des dommages importants aux bâtiments en cas d’alternance de périodes de sécheresse et de pluie. 48 % de la superficie communale est en aléa moyen ou fort (88,8 % au niveau départemental et 48,5 % au niveau national). Sur les 243 bâtiments dénombrés sur la commune en 2019, 113 sont en aléa moyen ou fort, soit 47 %, à comparer aux 98 % au niveau départemental et 54 % au niveau national. Une cartographie de l'exposition du territoire national au retrait gonflement des sols argileux est disponible sur le site du BRGM,.
Par ailleurs, afin de mieux appréhender le risque d’affaissement de terrain, l'inventaire national des cavités souterraines permet de localiser celles situées sur la commune.
Concernant les mouvements de terrains, la commune a été reconnue en état de catastrophe naturelle au titre des dommages causés par des mouvements de terrain en 1999.

#### Risques technologiques
La commune est en outre située en aval du barrage du Portillon sur la Neste d'Oô. À ce titre elle est susceptible d’être touchée par l’onde de submersion consécutive à la rupture de cet ouvrage.

#### Risque particulier
Dans plusieurs parties du territoire national, le radon, accumulé dans certains logements ou autres locaux, peut constituer une source significative d’exposition de la population aux rayonnements ionisants. Certaines communes du département sont concernées par le risque radon à un niveau plus ou moins élevé. Selon la classification de 2018, la commune de Montauban-de-Luchon est classée en zone 3, à savoir zone à potentiel radon significatif.

## Histoire
Au Moyen Âge, le village était centralisé dans la partie la plus haute de la ville, sur le replat de Sainte-Christine, autour d’une église et d’un château, avant d’être abandonné au profit du site en contrebas.

## Politique et administration

### Administration municipale
Le nombre d'habitants au recensement de 2017 étant compris entre 100 et 499, le nombre de membres du conseil municipal pour l'élection de 2020 est de onze,.

### Rattachements administratifs et électoraux
Commune faisant partie de la huitième circonscription de la Haute-Garonne, de la communauté de communes des Pyrénées Haut-Garonnaises et du canton de Bagnères-de-Luchon avant le 1er janvier 2017 Montauban-de-Luchon faisait partie de la communauté de communes du Pays de Luchon.

### Tendances politiques et résultats

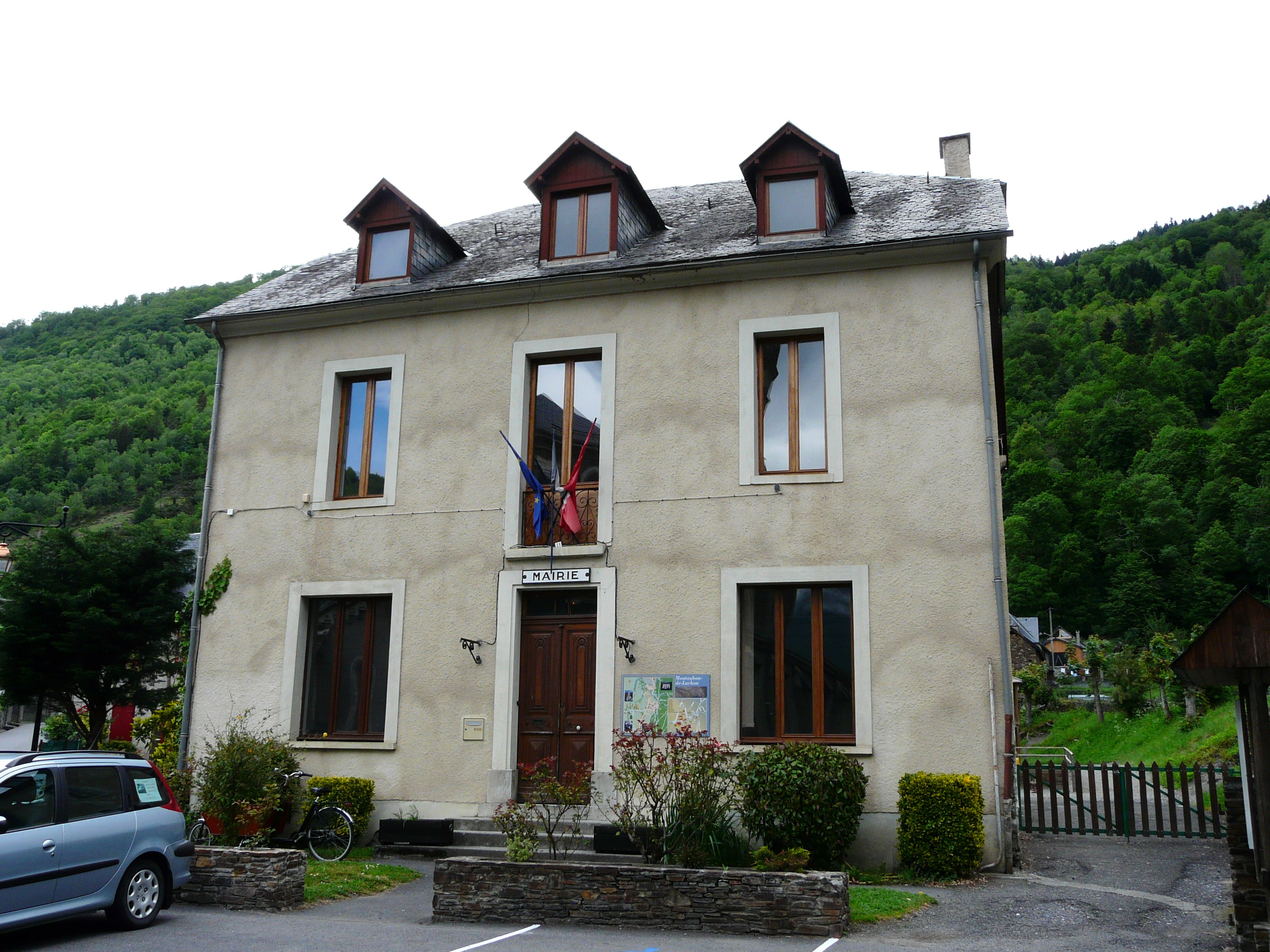
La mairie.

### Liste des maires
| Période                                  | Période  | Identité            | Étiquette | Qualité  |
| ---------------------------------------- | -------- | ------------------- | --------- | -------- |
| Les données manquantes sont à compléter. |          |                     |           |          |
|                                          |          | Jean-Pierre Talazac |           |          |
| mars 2001                                | 2014     | Joël Tiné           |           |          |
| Mars 2014                                | 2020     | Jean Sicart         | SE        | Retraité |
| mai 2020                                 | En cours | Claude Cau          |           |          |

## Population et société

### Démographie
L'évolution du nombre d'habitants est connue à travers les recensements de la population effectués dans la commune depuis 1793. Pour les communes de moins de 10 000 habitants, une enquête de recensement portant sur toute la population est réalisée tous les cinq ans, les populations de référence des années intermédiaires étant quant à elles estimées par interpolation ou extrapolation. Pour la commune, le premier recensement exhaustif entrant dans le cadre du nouveau dispositif a été réalisé en 2007.

En 2022, la commune comptait 506 habitants, en évolution de +3,69 % par rapport à 2016 (Haute-Garonne : +8,02 %, France hors Mayotte : +2,11 %).
| 1793 | 1800 | 1806 | 1821 | 1831 | 1836 | 1841 | 1846 | 1851 |
| ---- | ---- | ---- | ---- | ---- | ---- | ---- | ---- | ---- |
| 239  | 193  | 264  | 332  | 385  | 390  | 347  | 339  | 332  |

| 1856 | 1861 | 1866 | 1872 | 1876 | 1881 | 1886 | 1891 | 1896 |
| ---- | ---- | ---- | ---- | ---- | ---- | ---- | ---- | ---- |
| 369  | 376  | 387  | 355  | 335  | 323  | 372  | 329  | 366  |

| 1901 | 1906 | 1911 | 1921 | 1926 | 1931 | 1936 | 1946 | 1954 |
| ---- | ---- | ---- | ---- | ---- | ---- | ---- | ---- | ---- |
| 299  | 269  | 242  | 228  | 254  | 278  | 228  | 224  | 245  |

| 1962 | 1968 | 1975 | 1982 | 1990 | 1999 | 2006 | 2007 | 2012 |
| ---- | ---- | ---- | ---- | ---- | ---- | ---- | ---- | ---- |
| 263  | 337  | 352  | 416  | 434  | 481  | 464  | 452  | 481  |

| 2017 | 2022 | - | - | - | - | - | - | - |
| ---- | ---- | - | - | - | - | - | - | - |
| 496  | 506  | - | - | - | - | - | - | - |

| selon la population municipale des années : | 1968 | 1975 | 1982 | 1990 | 1999 | 2006 | 2009 | 2013 |
| Rang de la commune dans le département      | 205  | 242  | 221  | 217  | 213  | 232  | 245  | 248  |
| Nombre de communes du département           | 592  | 582  | 586  | 588  | 588  | 588  | 589  | 589  |

### Enseignement
Montauban-de-Luchon fait partie de l'académie de Toulouse.

#### Lycée professionnel des métiers de la première transformation du bois
Le lycée professionnel des métiers de la première transformation du bois, implanté sur la commune, propose plusieurs filières concernant les métiers du bois.

### Culture et festivités
Panthéon pyrénéen, comité des fêtes,

### Activités sportives
Chasse, randonnée pédestre

### Écologie et recyclage
La collecte et le traitement des déchets des ménages et des déchets assimilés ainsi que la protection et la mise en valeur de l'environnement se font dans le cadre de la communauté de communes du Pays de Luchon.

## Économie

### Revenus
En 2018  (données Insee publiées en septembre 2021), la commune compte 263 ménages fiscaux, regroupant 490 personnes. La médiane du revenu disponible par unité de consommation est de 21 650 € (23 140 € dans le département).

### Emploi
|                | 2008  | 2013  | 2018  |
| -------------- | ----- | ----- | ----- |
| Commune        | 3,3 % | 2,4 % | 6 %   |
| Département    | 7,7 % | 9,6 % | 9,3 % |
| France entière | 8,3 % | 10 %  | 10 %  |

En 2018, la population âgée de 15 à 64 ans s'élève à 236 personnes, parmi lesquelles on compte 78,3 % d'actifs (72,3 % ayant un emploi et 6 % de chômeurs) et 21,7 % d'inactifs,. Depuis 2008, le taux de chômage communal (au sens du recensement) des 15-64 ans est inférieur à celui de la France et du département.
La commune fait partie du pôle principal de l'aire d'attraction de Bagnères-de-Luchon,. Elle compte 175 emplois en 2018, contre 182 en 2013 et 181 en 2008. Le nombre d'actifs ayant un emploi résidant dans la commune est de 172, soit un indicateur de concentration d'emploi de 101,7 % et un taux d'activité parmi les 15 ans ou plus de 44 %.
Sur ces 172 actifs de 15 ans ou plus ayant un emploi, 42 travaillent dans la commune, soit 24 % des habitants. Pour se rendre au travail, 79,1 % des habitants utilisent un véhicule personnel ou de fonction à quatre roues, 2,3 % les transports en commun, 16,3 % s'y rendent en deux-roues, à vélo ou à pied et 2,3 % n'ont pas besoin de transport (travail au domicile).

### Activités hors agriculture

#### Secteurs d'activités
57 établissements sont implantés  à Montauban-de-Luchon au 31 décembre 2019. Le tableau ci-dessous en détaille le nombre par secteur d'activité et compare les ratios avec ceux du département,.
| Secteur d'activité                                                                                        | Commune | Commune | Département |
| Secteur d'activité                                                                                        | Nombre  | %       | %           |
| --- | ------- | ------- | ----------- |
| Ensemble                                                                                                  | 57      |         |             |
| Industrie manufacturière, industries extractives et autres                                                | 4       | 7 %     | (5,7 %)     |
| Construction                                                                                              | 14      | 24,6 %  | (12 %)      |
| Commerce de gros et de détail, transports, hébergement et restauration                                    | 11      | 19,3 %  | (25,9 %)    |
| Activités financières et d'assurance                                                                      | 2       | 3,5 %   | (3,8 %)     |
| Activités spécialisées, scientifiques et techniques et activités de services administratifs et de soutien | 8       | 14 %    | (19,8 %)    |
| Administration publique, enseignement, santé humaine et action sociale                                    | 12      | 21,1 %  | (16,6 %)    |
| Autres activités de services                                                                              | 6       | 10,5 %  | (7,9 %)     |

Le secteur de la construction est prépondérant sur la commune puisqu'il représente 24,6 % du nombre total d'établissements de la commune (14 sur les 57 entreprises implantées  à Montauban-de-Luchon), contre 12 % au niveau départemental.

#### Entreprises et commerces
Les trois entreprises ayant leur siège social sur le territoire communal qui génèrent le plus de chiffre d'affaires en 2020 sont : 
- Olouis, terrains de camping et parcs pour caravanes ou véhicules de loisirs (271 k€)
- Hebrant Alain, autres travaux de finition (135 k€)
- Montaut Vincent, travaux d'installation d'équipements thermiques et de climatisation (133 k€)

### Agriculture
|               | 1988 | 2000 | 2010 | 2020 |
| ------------- | ---- | ---- | ---- | ---- |
| Exploitations | 9    | 5    | 4    | 4    |
| SAU (ha)      | 50   | 59   | 73   | 83   |

La commune est dans les « Pyrénées centrales », une petite région agricole occupant le sud du département de la Haute-Garonne, massif montagneux où s’étagent les vallées profondes, la forêt et les zones intermédiaires, les estives. En 2020, l'orientation technico-économique de l'agriculture  sur la commune est l'élevage d'ovins ou de caprins. Quatre exploitations agricoles ayant leur siège dans la commune sont dénombrées lors du recensement agricole de 2020 (neuf en 1988). La superficie agricole utilisée est de 83 ha,,.

## Culture locale et patrimoine

### Lieux et monuments

#### ÉgliseNotre-Dame-de-l'Assomption
L'édifice est composé d'une nef rectangulaire suivie d'un chœur en abside. La nef est élargie par deux bas-côtés qui se terminent, de part et d'autre du chœur par un autel. Cette partie est ornée de fresques colorées décoratives restaurées au début des années 2000. Elles sont complétées de vitraux religieux-figuratifs ou ornementaux (rinceaux et cages à mouches). Certains d'entre eux sont signés Joseph Villiet, Bordeaux, 1860. Une baie de 1860 a notamment été offerte par la veuve de M. Théodore Ducos, ministre de la Marine et des Colonies.
Une crypte, accessible par un escalier situé sous le clocher, s'étend sous toute la surface de l'église. Elle est sobre, ornée de vitraux losangés parfois colorés. Le plafond est composé de voûtes qui doivent soutenir le sol de la partie supérieure. Cette crypte est en réalité l'église originelle de la ville qui fut agrandie au XIXe siècle grâce à la volonté du curé de l'époque.

La tour qui est surplombée d'une statue présente sur une toiture en forme de dôme devait originellement se terminer par une flèche en ardoises.

Eglise de Montauban-de-Luchon
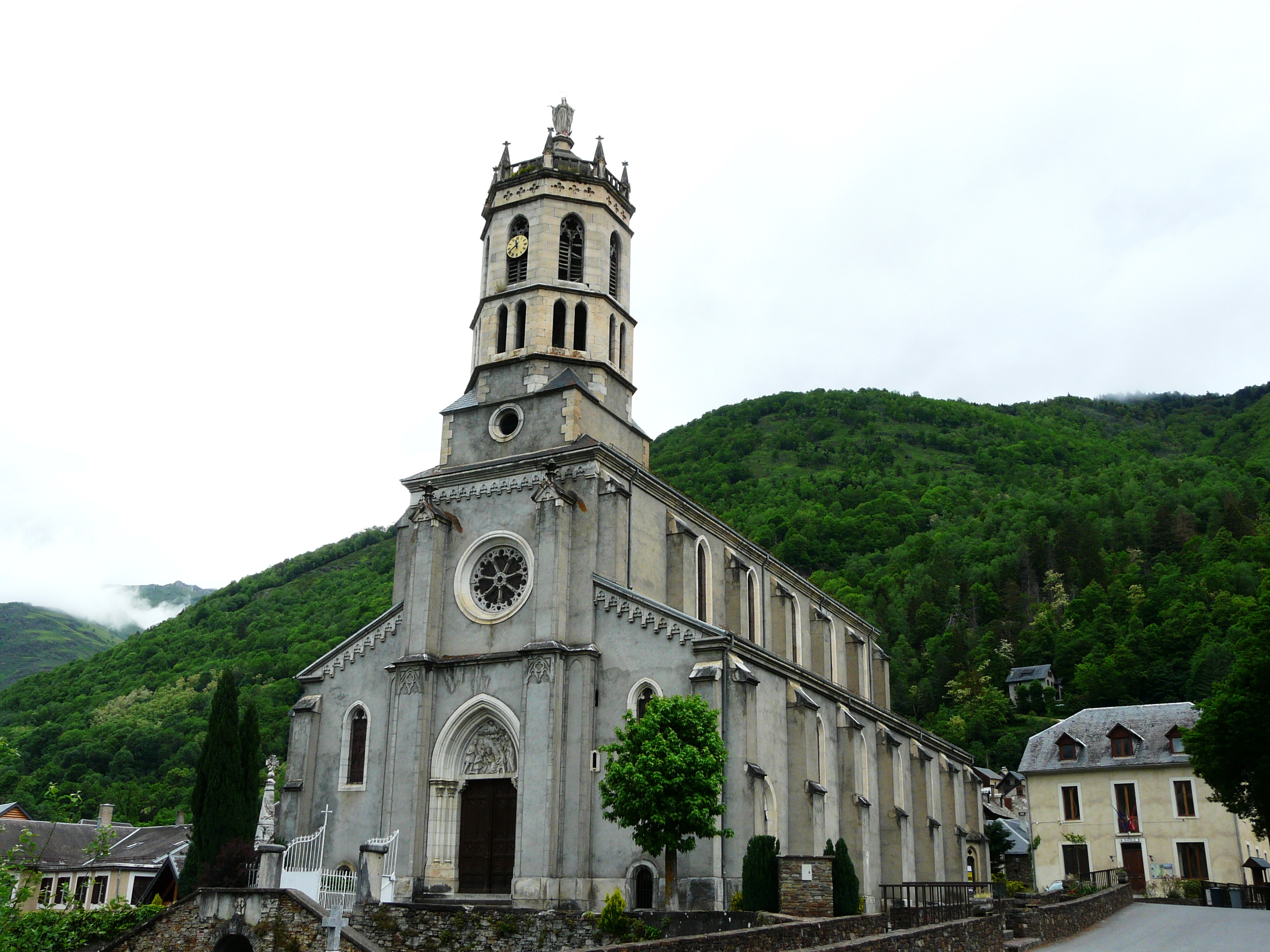
Façade Sud-Ouest
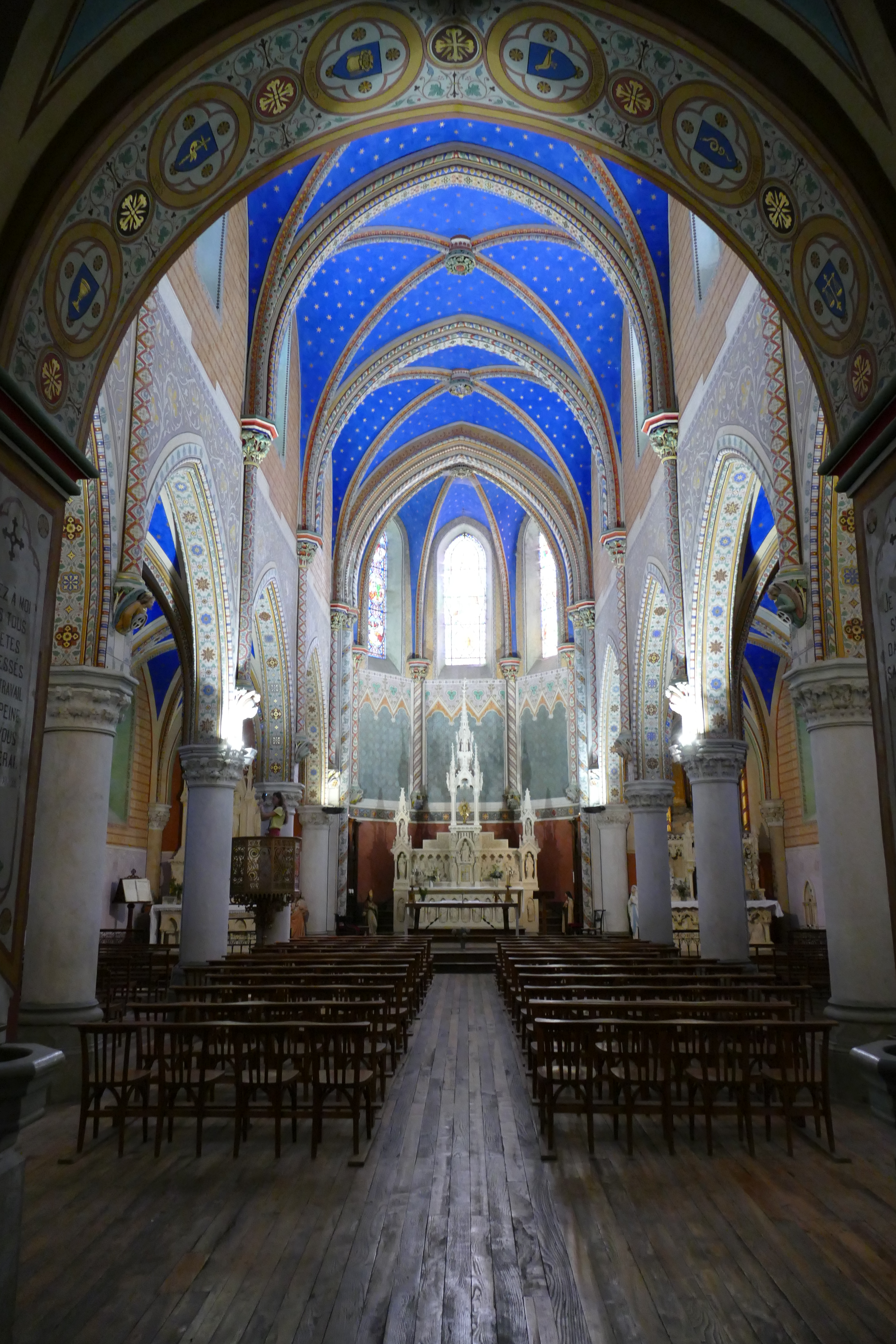
Intérieur de l'église
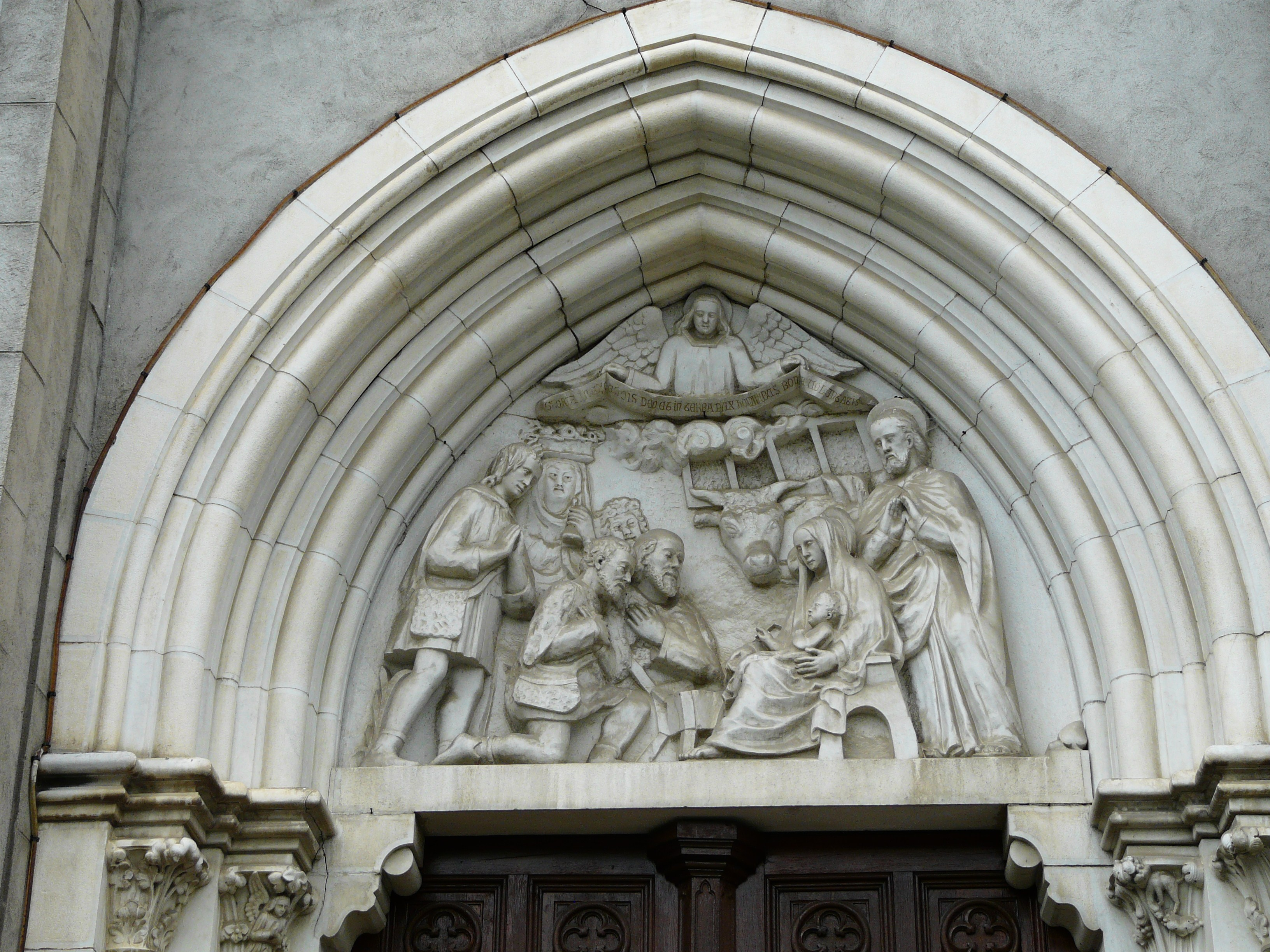
Tympan de la porte Ouest. Il représente l'Adoration des bergers

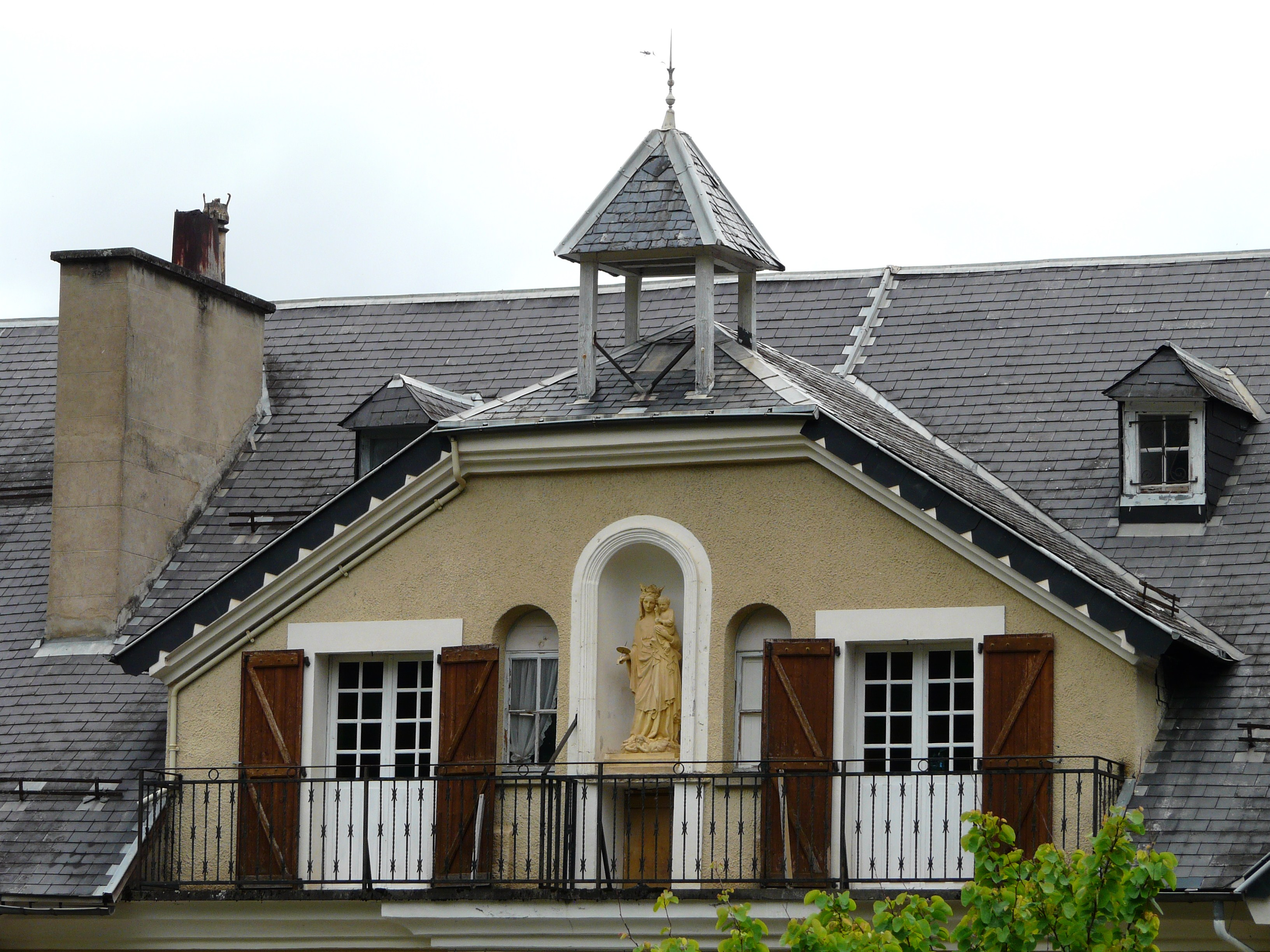
Détail de l'ancien bâtiment religieux reconverti en crèche
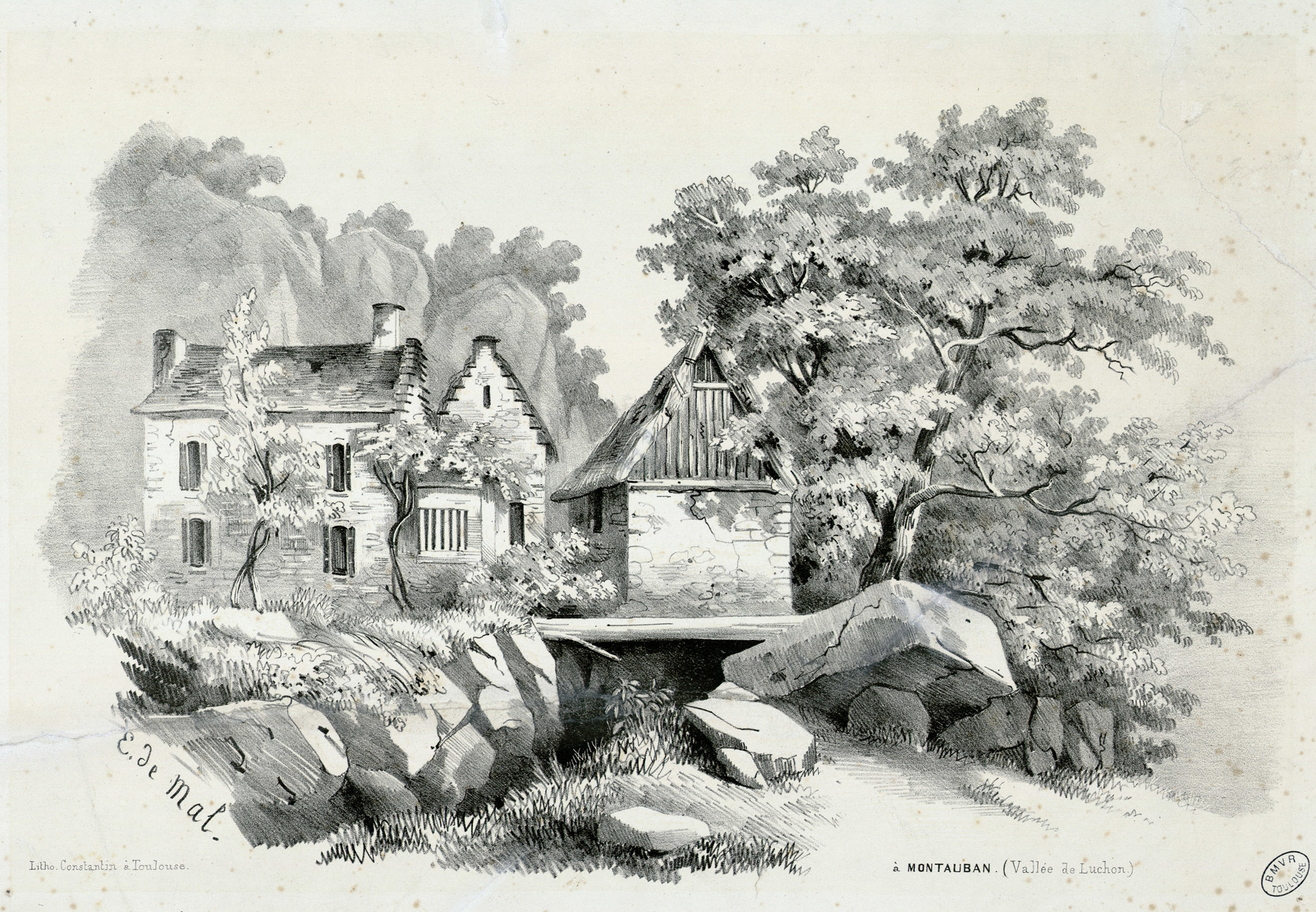
Montauban de Luchon vers 1840 par Eugène de Malbos
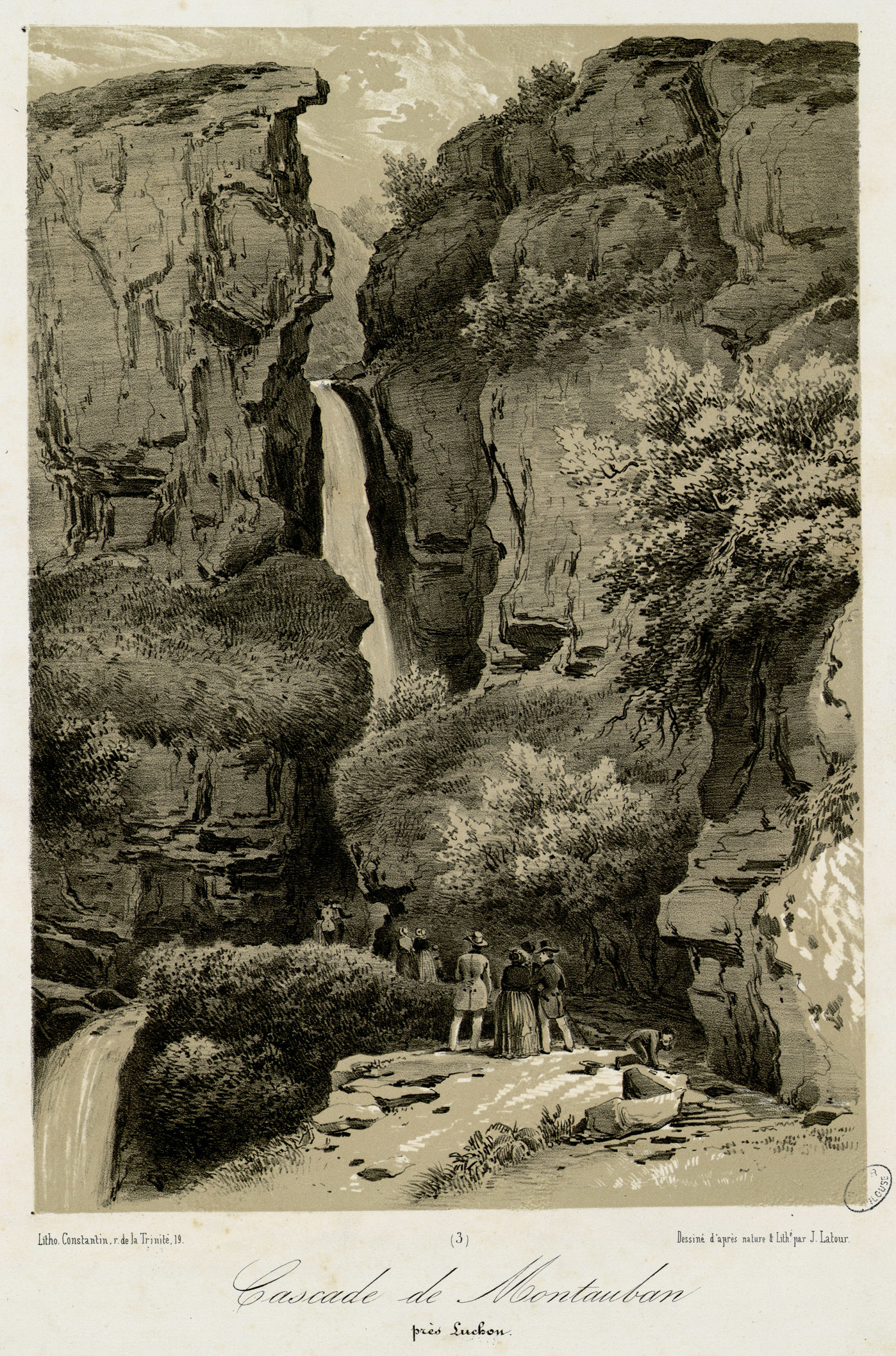
Cascade de Montauban au milieu du XIXe siècle par Joseph Latour